# Список умерших в 514 году
В этой статье представлен список известных людей, умерших в 514 году.
См. также: Категория:Умершие в 514 году

## Июнь
- 7 июня — Питца, остготский военачальник в правление короля Теодориха Великого.

## Июль
- 19 июля — Симмах, папа римский (498—514).

## Дата смерти неизвестна или требует уточнения
- Джаяварман Каудинья, правитель Фунани (478—514).
- Имру-ль-Кайс III, царь (малик) государства Лахмидов (505/506—512/513).
- Кайрпре Дам Айркит, первый король Айргиаллы (507?—514), упоминающийся в ирландских анналах.
- Чиджын, 22-й ван Силла (500—514).

| Список умерших в 513 году | Список умерших в 514 году | Список умерших в 515 году |